# 华州 (太和)
华州，中国南北朝时设置的州。
北魏太和十一年（487年）置，治所在李润堡（今陕西省蒲城县东北）。永平三年（510年），移治华阴县（今陕西省大荔县）。辖境相当今陕西省黄河以西，黄龙县以南，蒲城县、华县及以东，华山以北地区。西魏废帝二年（553年）改名同州。